# Thermes de San Cristiano
Les thermes de San Cristiano sont les vestiges de thermes romains situés dans le quartier Triggio de Bénévent, province de Bénévent en Campanie.

## Données historico-archéologiques

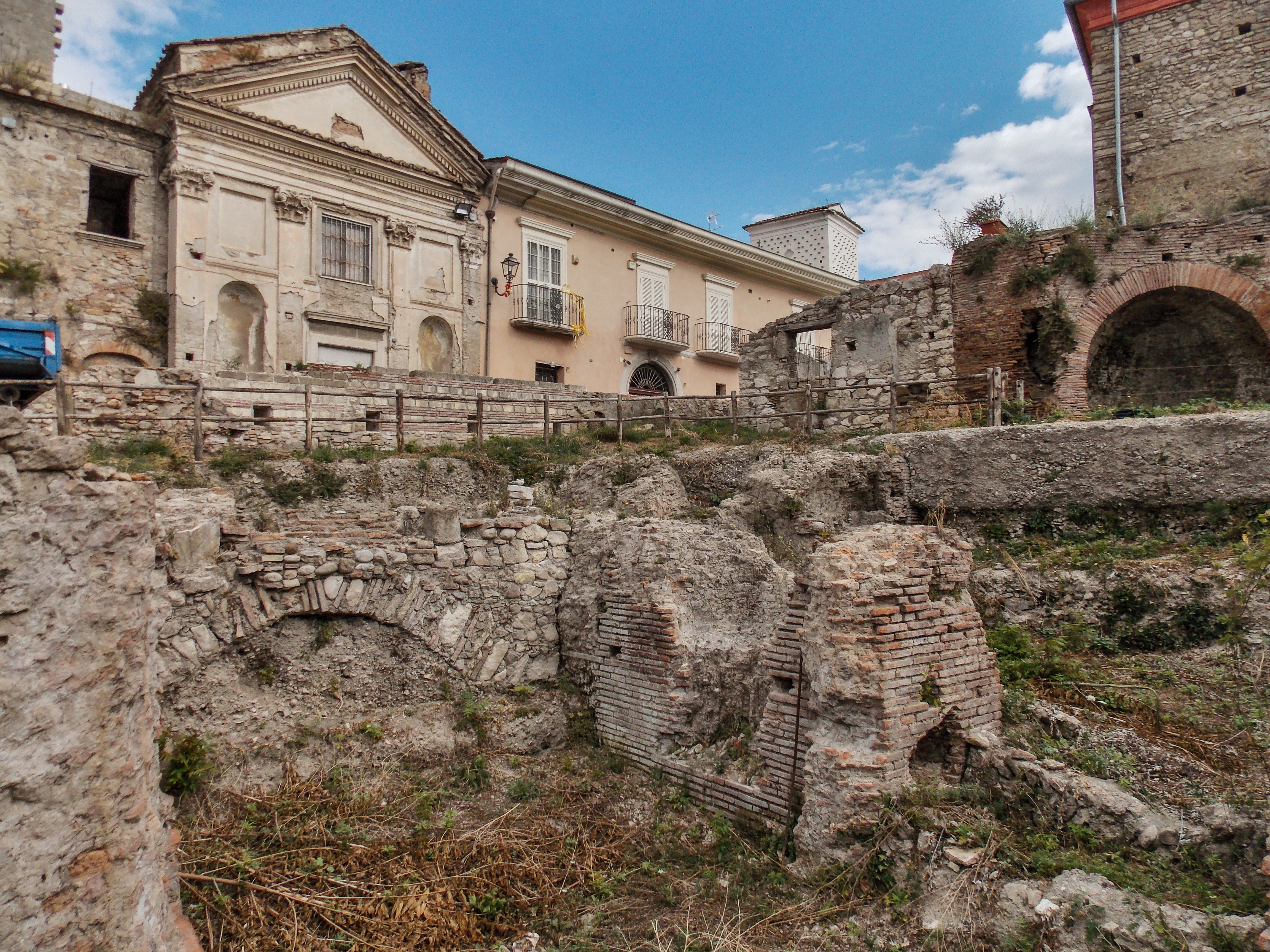
Les fouilles de la maison Campi et de l'église de San Cristiano. Sous la tour du pigeonnier, à droite sur l'image, se trouvent les deux salles voûtées les mieux conservées.

Les salles voûtées ont été vues par l'historien local Alfonso De Blasio au XVIIe siècle, puis par l'architecte Almerico Meomartini à la fin du XIXe siècle. À l'époque de ces derniers, les vestiges romains étaient plus abondants qu'ils ne le sont aujourd'hui : le savant a pu distinguer quelques extensions même au-delà des murs de la période lombarde. Meomartini a souligné que le complexe devait surplomber le même axe routier auquel appartient l'actuelle Via San Filippo, qui est considérée comme faisant partie du tronçon urbain de la Via Appia. Il a également été le premier à identifier ces environnements comme faisant partie d'un complexe thermal.

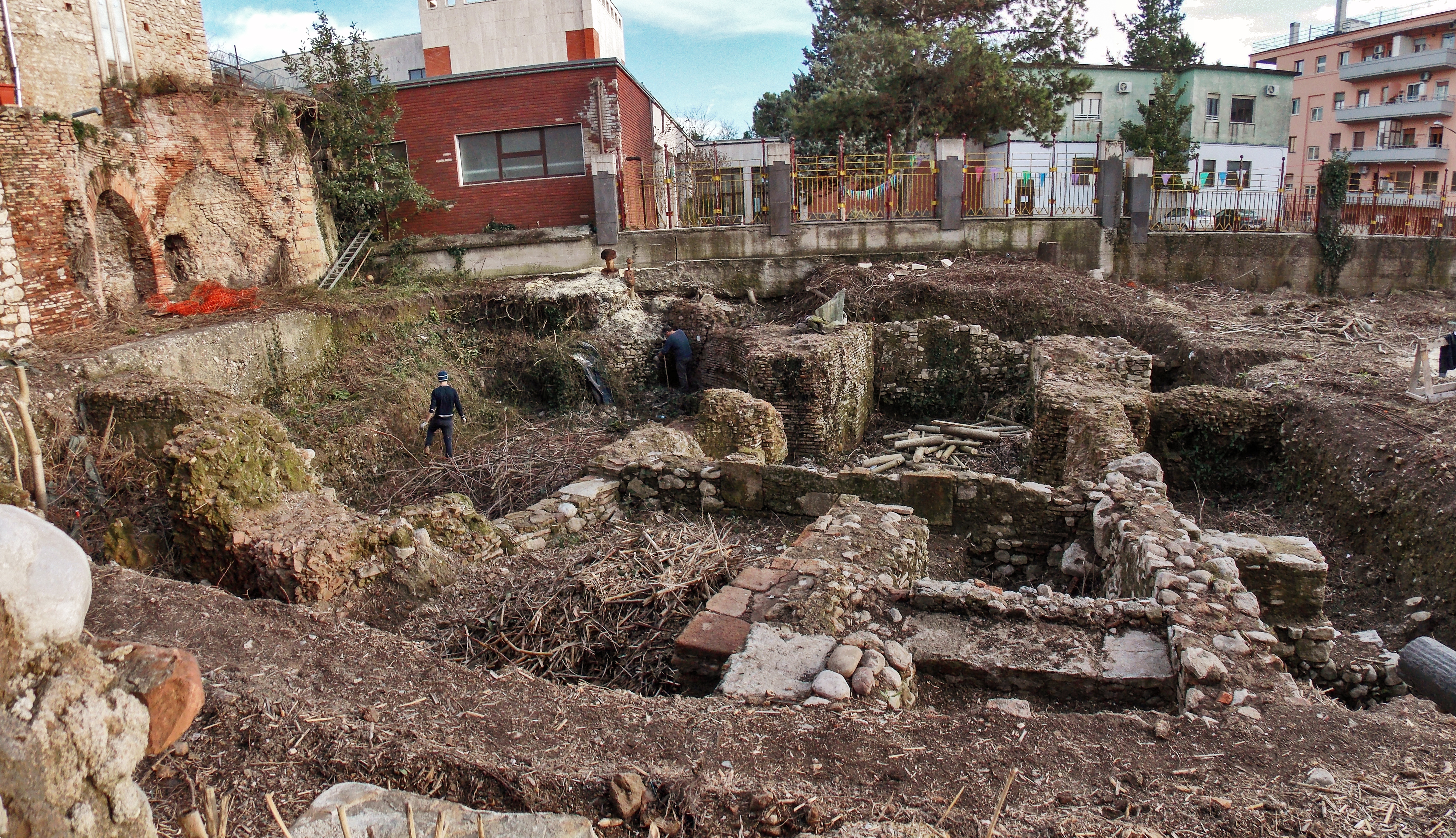
Zone de la Casa Campi.

Certaines caractéristiques de la technique de maçonnerie et de l'architecture nous amènent à dater l'édifice de la première moitié du IIe siècle, période pendant laquelle Bénévent était en expansion. Les bâtiments thermaux de la ville étaient variés et il est difficile de les rapprocher de ceux rapportés dans les inscriptions qui nous sont parvenues. Deux d'entre eux mentionnent un établissement appelé Terme Commodiane : le nom semble faire référence à un édifice érigé par l'empereur Commode, donc à la fin du IIe siècle. Les thermes de la via San Cristiano sont apparemment compatibles avec cette datation et de ce fait identifiables aux thermes de Commode, mais ils ne sont pas les seuls : il en va de même pour le bâtiment thermal sur lequel a été construite l'église de San Pietro delle Monache. 
La zone de la Casa Campi était utilisée à l'époque lombarde pour établir un cimetière.

## Description

### Environnements voûtés

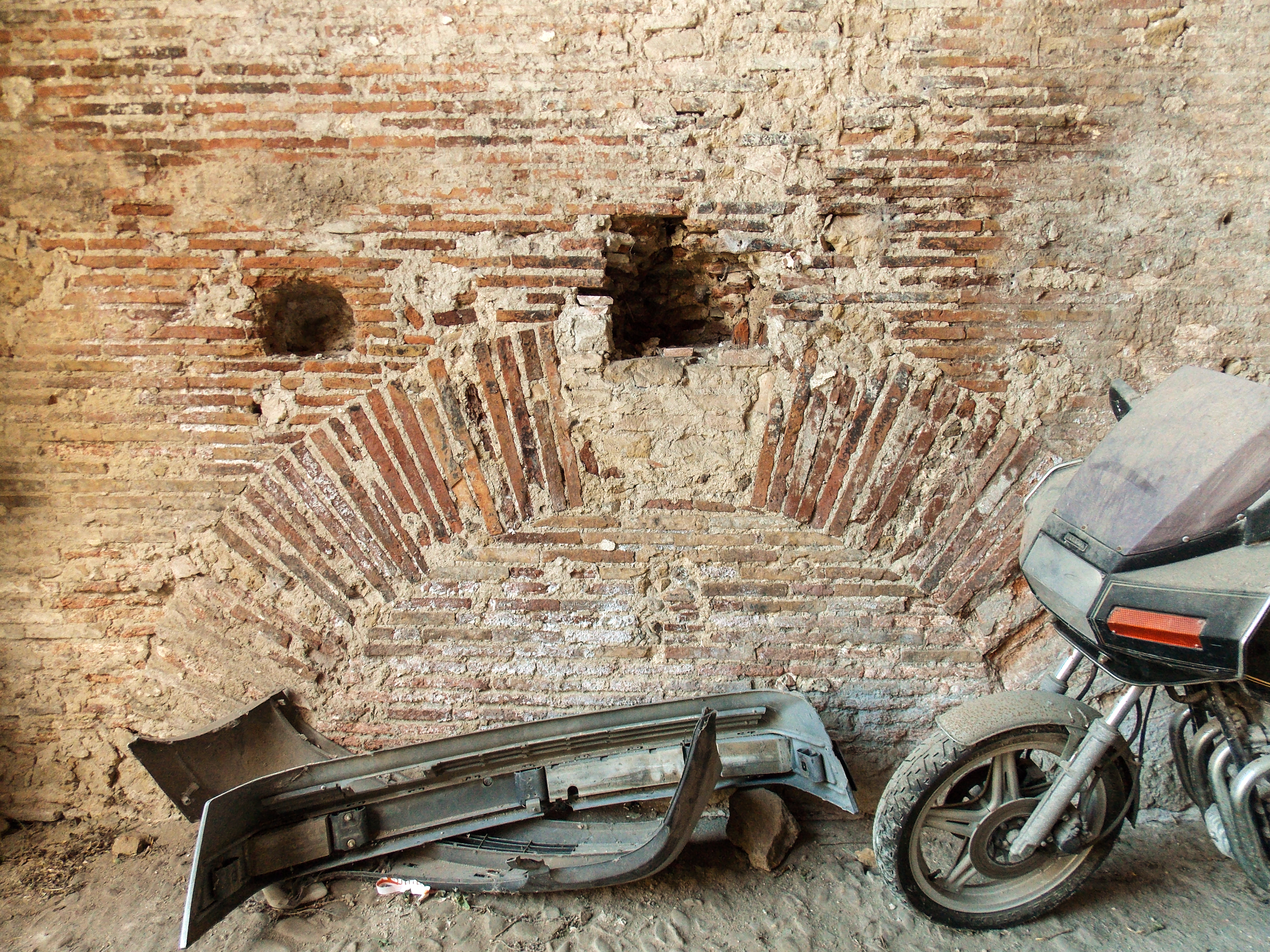
Détail d'un arc en relief dans la chambre haute.

À l'ouest de la via San Cristiano se trouvent trois salles couvertes par une voûte en berceau, intégrées à un groupe de maisons à l'ouest de celle-ci. L'accès à deux de ces pièces, en bon état de conservation, se fait par une cour du côté de la via Torre della Catena. Un troisième, partiellement effondré, se trouve dans la cour d'une maison le long de la Via San Cristiano.  
Les deux milieux les mieux conservés sont situés l'un au-dessus de l'autre. Celui aligné sur le revêtement routier, haut de 6,40 m, présente une voûte construite en tuf, pierre et brique qui montre des signes évidents de restauration au fil du temps. La voûte repose sur deux murs de 1,20 m d'épaisseur, construits en opus caementicium avec des parements de briques de dimensions différentes. Dans la partie inférieure des deux murs se trouve un arc de plus de 2 m de large : les deux arcs sont construits avec des briques imparfaites, peut-être de production locale et identiques aux briques utilisées dans certaines parties du théâtre romain de Bénévent : c'est ce qui suggère précisément de dater les premières décennies du IIe siècle, contemporaines du théâtre lui-même.
L'extrémité nord-est de la voûte est entièrement ouverte sur l'extérieur : sur deux piliers en brique et tuf repose un arc vaguement brisé qui suit pour l'essentiel la voûte. Elle a été construite pour être réutilisée, au XIIIe ou au  XIVe siècle. L'extrémité opposée est fermée par un mur du XVIIIe siècle. L'axe de la voûte mesure 6,20 m de long, tandis que la largeur de la salle est de 7,20 m.

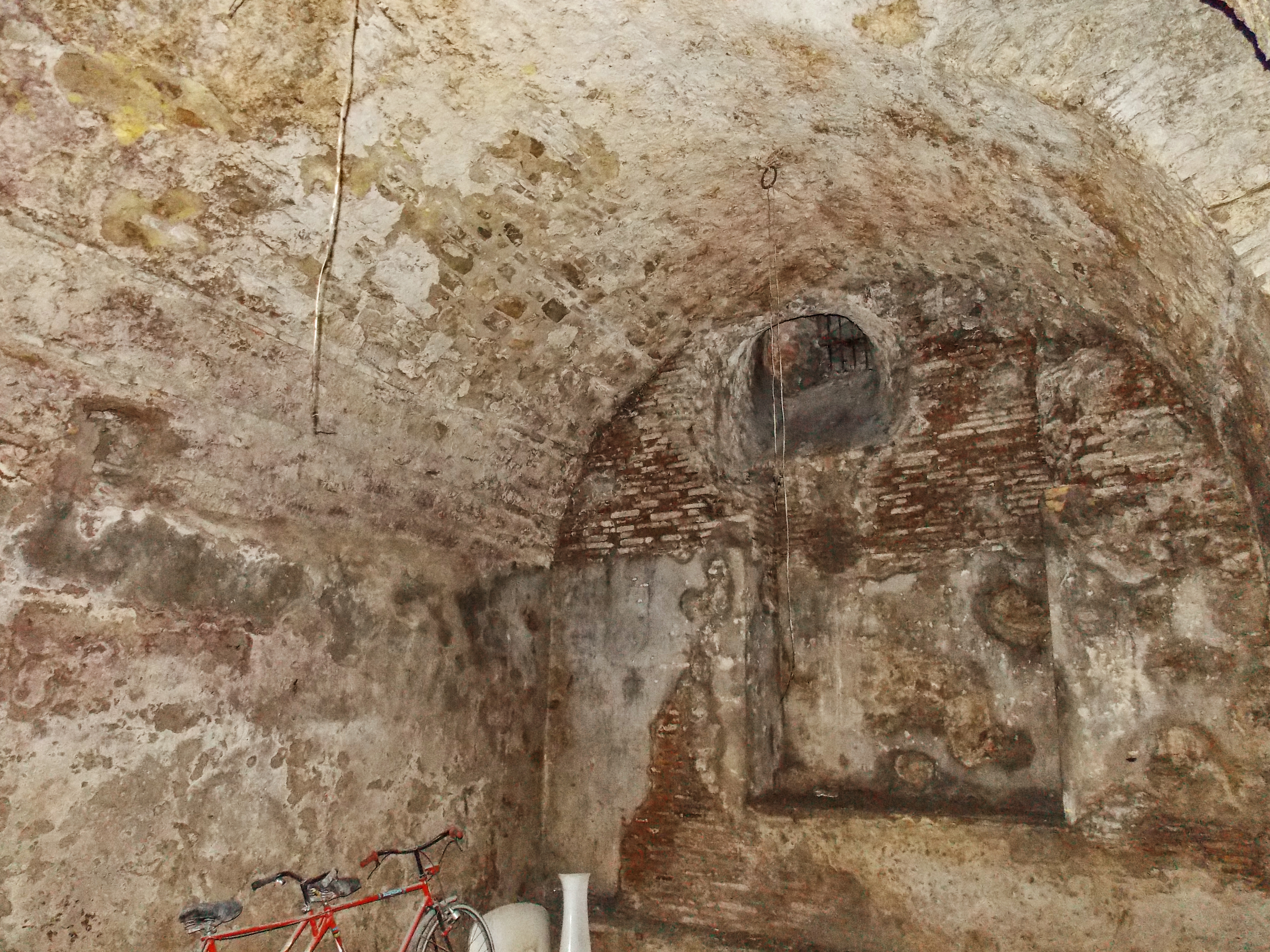
L'environnement voûté souterrain : une niche est visible.

Une échelle devant l'arc d'accès à l'environnement décrit permet la descente vers une ouverture cintrée qui mène à la deuxième salle souterraine. Celui-ci est également couvert par une voûte, mais celle-ci est orientée orthogonalement à celle de la pièce du dessus. Les murs aux extrémités de la voûte comportent deux grandes niches de 60 cm de profondeur et de hauteur jusqu'au plafond. Ces murs coïncident avec les murs latéraux de la salle haute : les arcs que présentent ces dernières auraient en effet une fonction de drainage compte tenu de la présence des ouvertures. 
La dernière pièce est adjacente au côté sud-est de la pièce supérieure décrite ci-dessus, c'est-à-dire qu'elle se trouve à gauche de l'entrée de cette dernière ; et semble très similaire structurellement, à l'exception de quelques différences de dimensions. Par exemple, la surface de marche est plus basse, de sorte que la hauteur de la pièce est de 7,10 m. La voûte de cette pièce est partiellement détruite, tandis que les murs latéraux sont bien conservés, et celui du fond, qui correspond à l'entrée voûtée de la pièce adjacente. Le côté restant est entièrement ouvert sur la cour. Les deux pièces adjacentes doivent avoir été insérées dans une rangée plus longue de pièces similaires à elles, dont il reste des traces. Le témoignage de Meomartini suggère que la destruction de la partie nord-ouest, la plus proche des murs de la ville, doit avoir eu lieu relativement récemment.

### Zone d'accueil Casa Campi

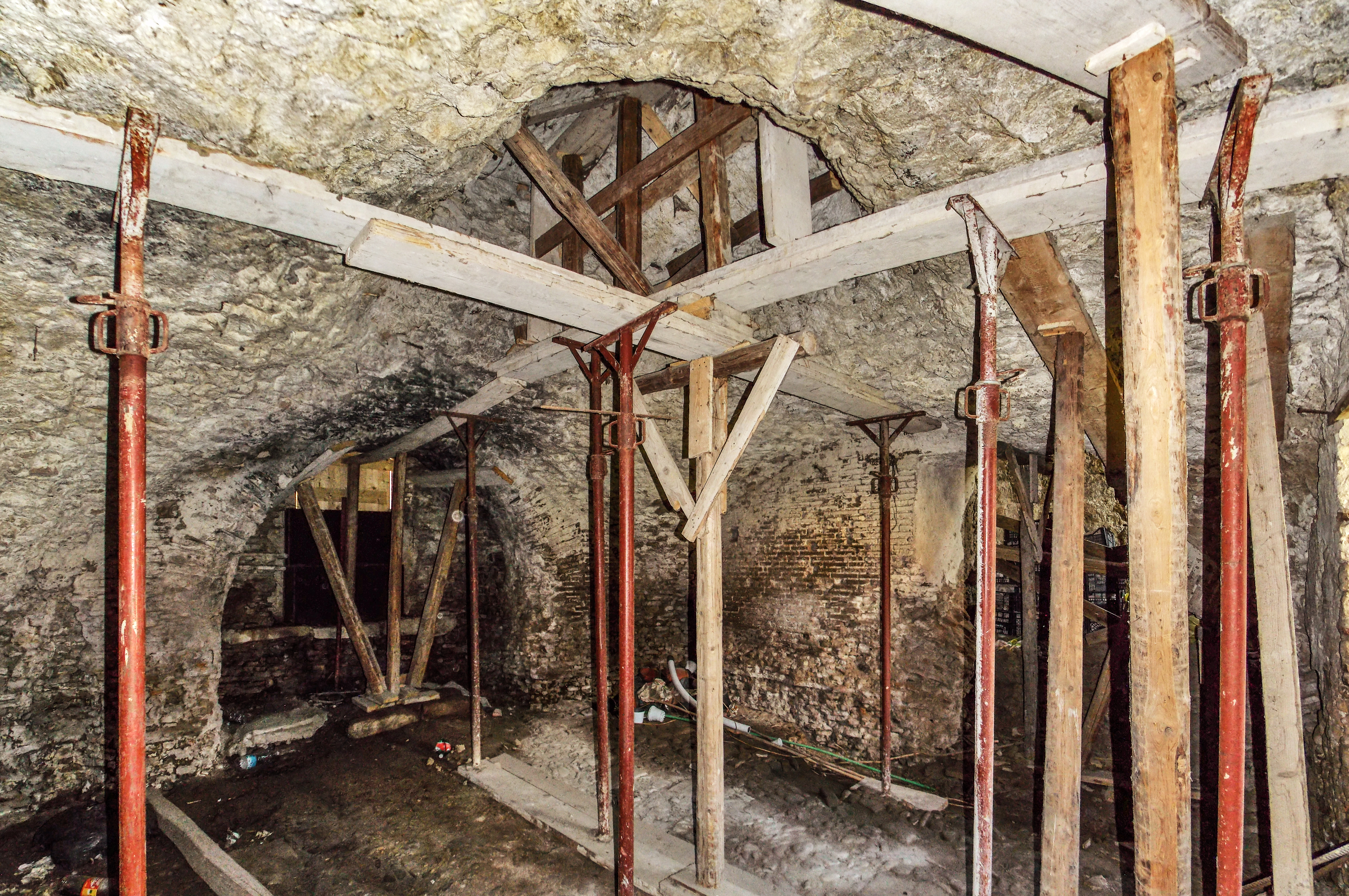
Salle voûtée au rez-de-chaussée de la Casa Campi.

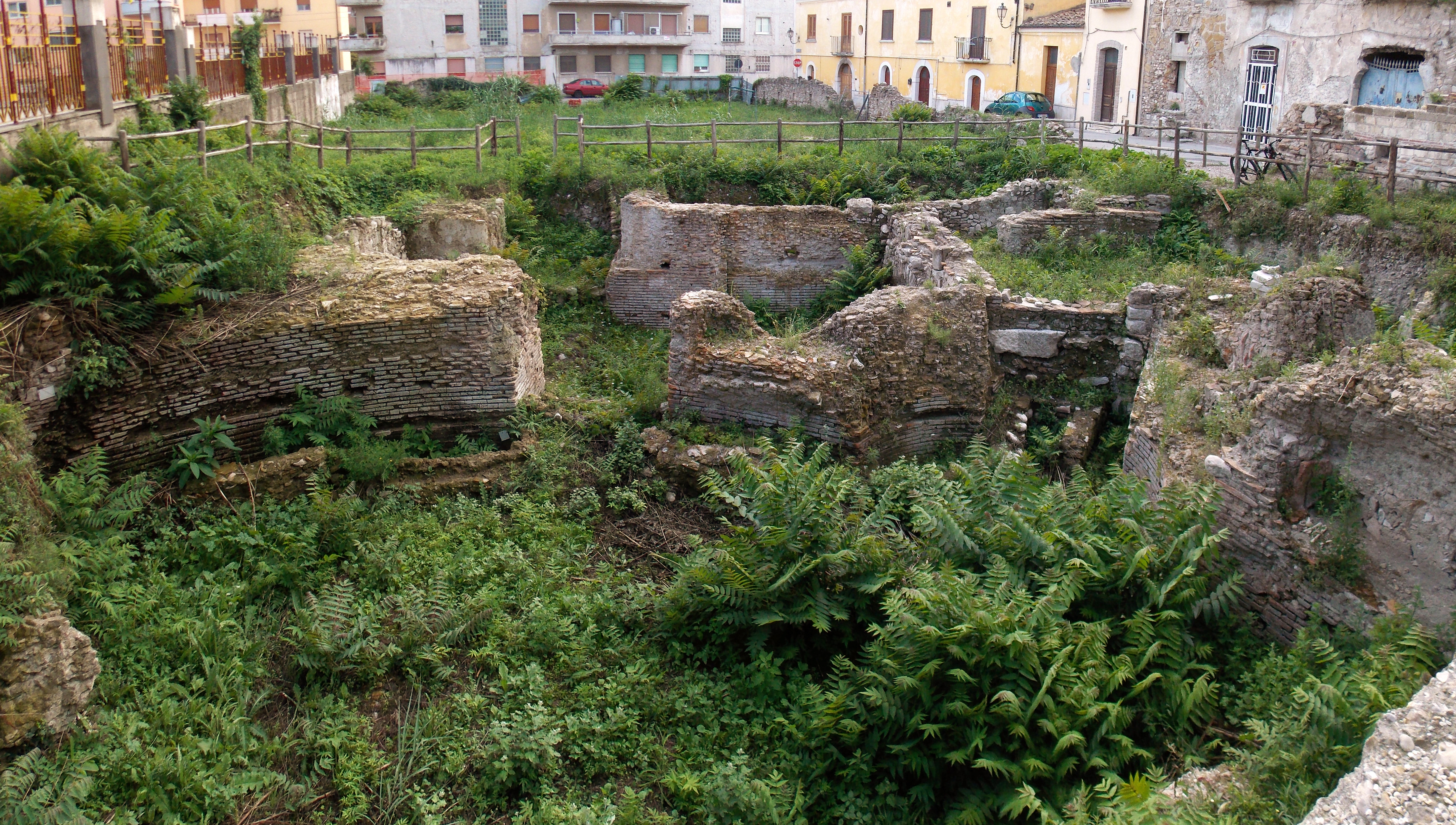
Les fouilles de la Casa Campi.

La Casa Campi est une ferme abandonnée située dans un jardin du côté est de la via San Cristiano. La partie inférieure du bâtiment est une autre salle voûtée d'époque romaine, avec un plan central. L'arrière de la maison a été touché par des fouilles archéologiques terminées en 2007, qui ont révélé les restes d'un grand bâtiment de l'époque impériale, probablement encore identifiable comme faisant partie des thermes. Les ruines, également  en opus latericium, contenaient également de nombreux restes humains : il est en effet établi que la zone servait de cimetière. L'épigraphe funéraire d'un certain Radichis, fils de l'intendant Ansfert, a été trouvée ici.
La zone de fouille, déjà abandonnée l'année suivant la fin des travaux, a été nettoyée en 2016 à l'initiative d'un particulier.